# Черних Федір Іванович
Федір Черних (лит. Fiodoras Černychas, нар. 21 травня 1991, Москва) — литовський футболіст, півзахисник клубу [[]].
Виступав, зокрема, за клуб «Дніпро» (Могильов), а також національну збірну Литви.

## Клубна кар'єра
У дорослому футболі дебютував 2009 року виступами за команду клубу «Дніпро» (Могильов), в якій провів чотири сезонів, взявши участь у 85 матчах чемпіонату. Перебуваючи на контракті з «Дніпром», також на умовах оренда грав за «Нафтан» в сезоні 2011/12 років.
Згодом з 2014 по 2015 рік грав у Польщі за «Гурник» (Ленчна).
До складу «Ягеллонії» приєднався 2015 року. Відтоді встиг відіграти за команду з Білостока 53 матчі в національному чемпіонаті.
26 січня 2018 Федір переходить до російського клубу «Динамо» (Москва).
З 21 серпня 2019 на правах оренди виступає за іншу російську команду «Оренбург».

## Виступи за збірні
У 2008 році відіграв один матч у складі юнацької збірної Литви.
У 2012 році дебютував в офіційних матчах у складі національної збірної Литви. Наразі провів у формі головної команди країни 53 матчі, забивши 9 голів.

## Титули та досягнення
- Володар Кубка Білорусі (1):

«Нафтан»: 2011-12
- Кращий футболіст Литви: 2016